# Trude Malcorps
Gertrude Jacoba (Trude) Malcorps (Zwolle, 7 februari 1921) is een voormalige Nederlandse zwemster.

## Biografie
Malcorps, die opgroeide in het Overijsselse Zwolle, was in 1938 de eerste zwemster "uit de provincie" die op hoog niveau presteerde. In tegenstelling tot haar collega's en concurrenten kwam zij niet van de grote zwemcentra in Amsterdam en Rotterdam. Ze werd vele malen Oostelijk zwemkampioene. Malcorps kon op de borstcrawl echter goed meekomen met de andere landelijke toppers en ze werd tezamen met een aantal zwemsters afgevaardigd naar de Europese kampioenschappen zwemmen 1938. Daar won ze met collega-zwemsters Alie Stijl, Rie van Veen en Willy den Ouden een zilveren medaille op de 4x100 meter vrije-slag-estafette. Individueel werd ze vierde op de 100 meter vrije slag met een tijd van 1.09,6, achter de bronzenmedaillewinnares Rie van Veen.
Ze is een jongere zus van Max Malcorps (1917-2011), oud-burgemeester van Hasselt (1948-1971) en Harderwijk (1971-1978). Trude Malcorps trouwde op 21 mei 1942 met Huibert Hendrik Kervers. Toen had ze haar zwemcarrière echter reeds beëindigd.

## Erelijst
- Europese kampioenschappen zwemmen 1938, 4x100 meter vrije slag, 4.39,5